# Daviesia horrida
Daviesia horrida là một loài thực vật có hoa trong họ Fabaceae, đặc hữu của vùng tây nam của Tây Úc. Đây là loài cây bụi, cao từ 0,3 đến 2 m. Loài này có hoa màu đỏ hoặc vàng, nở vào tháng 7 đến tháng 11 trong khu vực bản địa.
Loài này được nhà thực vật học Thụy Sĩ Carl Meissner chính thức miêu tả trong sách Plantae Preissianae của Johann Georg Christian Lehmann năm 1844.